# Plaisance, Vienne
Plaisance là một xã, tọa lạc ở tỉnh Vienne trong vùng Nouvelle-Aquitaine, Pháp. Xã này có diện tích 13,11 km², dân số năm 2014 là 163 người. Xã nằm ở khu vực có độ cao trung bình 169 m trên mực nước biển. 